# Aizawl
Aizawl (hindi आइज़ोल, Āizol;) este un oraș cu 230.000 loc. situat la 900 m în Mizoram, India.

## Geografie
Regiunea înconjurătoare face parte din zona geologică Assam-Myanmar, cu lanțuri deluroase abrupte.

## Istoric
În anii 1970, Aizawl a fost scena unui atac armat asupra trezoreriei guvernului, condus de membri ai Frontului Național Mizo.

## Industrie
Industria manufacurieră include ustensile de aluminiu, textile țesute manual și articole de mobilier.